# We Are Harlot
We Are Harlot muitas vezes abreviado para apenas "Harlot", é um supergrupo de hard rock organizado pelo vocalista do Asking Alexandria Danny Worsnop, o guitarrista Jeff George ex-membro do Sebastian Bach, o baterista Bruno Agra ex-membro do Revolution Renaissance e o baixista Brian Weaver do Silvertide. Formada em 2011, eles lançaram seu primeiro single intitulado "Denial", em 2014, o grupo lançou seu primeiro álbum autointitulado em 30 de março de 2015. Apesar da boa recepção pela crítica, o grupo está em um hiato desde que o vocalista Danny Worsnop retornou ao Asking Alexandria, em 2016.

## História

### Harlot (2011-2014)
Em 2011, Danny Worsnop e Jeff George, que tinham o mesmo advogado, Eric German, se conheceram em Los Angeles, na véspera de ano novo, se tornaram amigos e passaram a dividir a casa de Danny Worsnop, em Beverly Hills. Wornsop convidou Bruno Agra, para gravar umas demos, com George, baseadas na antiga banda de Agra, conheceram Brian Weaver, e estava formado o então Harlot (nome que foi alterado após descobrirem que o nome "Harlot" já estava registrado), então o nome mudou para "We Are Harlot".[carece de fontes?]

### Primeiro single: Denial (2014)
A banda começou a definir sua sonoridade que combinava elementos do hard rock e metal dos anos 80, com drives, guitarras altas na mixagem, baladas e rockers , mas com alguns elementos mais característicos de bandas mais modernas também. Assim, em 2014, lançaram seu primeiro single, "Denial", que teve uma boa recepção de fans e de crítica, apesar de uma pequena parcela dos fans do Asking Alexandria, manifestar um pouco de receio ou desapontamento com o desinteresse de Danny na sua banda original, a mudança de estilo que ele proporcionou no álbum From Death to Destiny lembrava em alguns momentos, a sonoridade prometida pelo We Are Harlot, em detrimento do metalcore.

### We Are Harlot (2015)
No final de 2014, com a banda já promovendo o lançamento do seu primeiro álbum, Danny parecia incoerente para uma banda de Metalcore, preferia cantar melodicamente ao invés de técnicas guturais presentes nas músicas, abusava de drives de hard rock, se vestia como Steven Tyler e sua presença de palco já não parecia com a de antes, se assemelhando muito com o estilo que o We are Harlot projetava. Danny estava visivelmente deslocado do Asking Alexandria e as tensões ficaram visíveis, até que houve em janeiro de 2015, o anúncio que ele havia deixado o Asking Alexandria para se dedicar ao We are Harlot. A recepção da notícia foi mista, com uma parte dos fans apoiando a saída por divergência criativa, enquanto muitos o criticaram por tantas mudanças.[carece de fontes?]
Em março de 2015, We are Harlot lança seu primeiro álbum, que trazia 11 faixas (A versão japonesa inclui a faixa "Find a Way", totalizando 12), o álbum foi muito bem recebido pela crítica, sendo notada a nostalgia que a sonoridade da banda trouxe, em tempos em que o Hard Rock está um pouco mais raro, o álbum traz uma mistura de baladas e músicas pesadas, que muitas vezes foram comparadas às de bandas como Aerosmith, Mötley Crüe, Def Leppard, Motorhead, Van Halen entre outras. O suceso de crítica do álbum levou a banda à grandes festivais como Rock on the Range, Download, entre outros.[carece de fontes?]

### Hiato (2016-presente)
Após uma bem sucedida turnê, o We are Harlot deu uma pausa para que seus membros pudessem retomar alguns projetos, principalmente Danny Worsnop, que se preparava para lançar sua carreira solo, um plano antigo do cantor, que acabou dando origem ao "The Long Road Home" de 2016 (disco de Country/Rock), após a conclusão do projeto, Danny acabou retomando contato com os membros do Asking Alexandria, que tinha acabado de ficar sem vocalista, uma vez que Denis Stoff deixou o grupo, com isso, Danny acabou aceitando voltar para a banda, onde permanece atualmente. Isso deixou o futuro do We are Harlot incerto, até mesmo para os demais membros, que não sabiam da decisão de Danny, porém, foi confirmado posteriormente que a banda continuará e frequentemente aparecem indícios de que algo está em andamento.[carece de fontes?]

## Membros
- Danny Worsnop - Vocalista
- Brian Weaver — baixo
- Jeff George — guitarra
- Bruno Agra — bateria

## Discografia

### Álbuns de estúdio
| Título        | Details                                                                                            | Desempenho nas paradas | Desempenho nas paradas | Vendas                        |
| Título        | Details                                                                                            | EUA                    | Reino Unido            | Vendas                        |
| ------------- | -------------------------------------------------------------------------------------------------- | ---------------------- | ---------------------- | ----------------------------- |
| We Are Harlot | - Lançamento: 27 de Março de 2015 - Gravadora: Roadrunner Records - Formatos: CD, Download Digital | 165                    | 58                     | EUA: 5,000 na primeira semana |

### Singles
| Título             | Ano  | Pico nas paradas | Álbum         |
| Título             | Ano  | USMain.          | Álbum         |
| ------------------ | ---- | ---------------- | ------------- |
| "Denial"           | 2014 | —                | We Are Harlot |
| "Dancing On Nails" | 2015 | 10               | We Are Harlot |
| "Never Turn Back"  | 2015 | —                | We Are Harlot |

#### Outras faixas nas paradas
| Título    | Ano  | Pico nas paradas | Álbum         |
| Título    | Ano  | USMain.          | Álbum         |
| --------- | ---- | ---------------- | ------------- |
| "Someday" | 2015 | 23               | We Are Harlot |